# Kevin Mier
Kevin Leonardo Mier Robles (Barrancabermeja, Santander, Colombia; 18 de mayo de 2000) es un futbolista colombiano que juega como portero en el Cruz Azul de la Primera División de México.

## Trayectoria

### Atlético Nacional
Mier es producto de las divisiones juveniles del club local, Oro Negro, donde jugó desde los 4 hasta los 14 años. En 2011, pasó de jugar como delantero a desempeñarse como portero. El 18 de enero de 2016 se fue a jugar a Atlético Nacional, firmando un contrato siendo inicialmente asignado al equipo juvenil.
Comenzó su carrera profesional con dos cesiones sucesivas: primero con Santa Fe en 2019 y luego con Valledupar F.C. en 2020. Regresó a Atlético Nacional para la temporada 2021, donde empezó a desempeñarse muy bien como arquero titular renovando su contrato profesional con el club en junio de 2022 hasta 2025. Contribuyó mucho con su club ganando los títulos Copa Colombia 2021, el Torneo Apertura 2022 y la Superliga Colombiana 2023, lo cual le permitió llamar la atención de equipos internacionales.

### Cruz Azul

#### Llegada e impacto inicial
La transferencia de Mier al Cruz Azul fue anunciada oficialmente el 12 de enero de 2024, por una suma aproximada de 3,2 millones de euros (alrededor de 3 millones de dólares), procedente del club colombiano Atlético Nacional. Esta adquisición tuvo un gran significado histórico para Cruz Azul, ya que Mier se convirtió en el primer portero extranjero del club en casi tres décadas, rompiendo con una tradición de contar exclusivamente con arqueros mexicanos desde 1997. Desde la salida de Norberto Scoponi, el equipo había confiado principalmente en guardametas nacionales, como Óscar Pérez y Jesús Corona. Tras su llegada, Mier se consolidó rápidamente como el portero titular del equipo, usando el dorsal número 23. Su contrato con Cruz Azul se extiende hasta el 30 de junio de 2029.
En el Clausura 2024 de la Liga MX, Mier fue una figura clave mientras Cruz Azul finalizó en la segunda posición de la tabla general con 33 puntos. Durante la fase de Liguilla, el equipo venció a UNAM 4–2 en el marcador global de los cuartos de final. Mier fue titular en todos los partidos de la Liguilla, incluida la final. Cruz Azul alcanzó la final del campeonato, pero fue derrotado por su clásico rival, Club América, con un marcador global de 2–1, luego de un empate 1–1 en la ida (23 de mayo de 2024) y una derrota 1–0 en la vuelta (26 de mayo de 2024).
Cruz Azul mantuvo su buen rendimiento en el Apertura 2024, terminando en la primera posición de la fase regular con 42 puntos. Avanzaron hasta las semifinales de la Liguilla, donde nuevamente se enfrentaron a Club América. Tras un empate 0–0 en la ida, Cruz Azul perdió 4–3 en la vuelta.

#### 2025: Triunfo continental y consolidación
Una destacada muestra de su habilidad con el balón ocurrió en la jornada 4 del Clausura 2025 el 29 de enero de 2025, contra Necaxa. Con el partido empatado, un pase mal calculado de un compañero permitió que un delantero rival quedara mano a mano. Mier salió con calma y, en lugar de despejar el balón, ejecutó un preciso taconazo para eludir la presión inicial. Luego, condujo el balón hacia el centro del campo, realizó un amague y finalmente distribuyó con serenidad cerca del círculo central.
Mier fue una figura absolutamente clave en el título de Cruz Azul en la Liga de Campeones de la Concacaf 2025, logrando un campeonato continental para el club. En la semifinal, fue determinante para mantener su arco en cero en el partido de vuelta frente a Tigres UANL, el 2 de mayo de 2025, tras un empate 1–1 en la ida, permitiendo que Cruz Azul avanzara a la final. En el encuentro final, disputado el 2 de junio de 2025, Cruz Azul venció categóricamente 5–0 al equipo canadiense Vancouver Whitecaps FC, con Mier logrando mantener su arco invicto por cuarta vez en el torneo. Vancouver no registró ningún disparo al arco durante el partido, lo que refleja la solidez defensiva del equipo y el liderazgo de Mier desde la portería. Sus actuaciones destacadas en el torneo, que incluyeron 3 porterías a cero y 9 atajadas en 7 partidos, le valieron el premio al Mejor Portero del certamen.

## Selección nacional

### Categorías inferiores
A sus 14 años de edad y tras destacarse con el equipo Oro Negro en los torneos Difutbol, es convocado por el entrenador Chamo Serna para disputar el Campeonato Sudamericano Sub-15 de 2015 aunque no llegaría a disputar ningún partido del certamen compartió con otros jugadores que llegaron al profesionalismo como: Juan José Perea, Sebastián Navarro Otálora, Déiber Caicedo y Rafael Tapia.
Dos años más tarde se convierte en el titular indiscutible de la Selección Colombia en el Campeonato Sudamericano Sub-17 de 2017 y el Copa Mundial Sub-17 de 2017. En 2019 repite la historia en la categoría sub-20
En 2018 representa a Colombia en su categoría Sub-21 en los Juegos Centroamericanos y del Caribe. En 2020 es suplente de Esteban Ruiz en el Torneo Preolímpico Sudamericano Sub-23.

#### Participaciones en Sudamericanos
| Competición                            | Sede                   | Resultado              | PJ | GR  | VI |
| -------------------------------------- | ---------------------- | ---------------------- | -- | --- | -- |
| Campeonato Sudamericano Sub-15 de 2015 | Colombia               | Primera Fase           | 0  | 0   | 0  |
| Campeonato Sudamericano Sub-17 de 2017 | Chile                  | Cuarto lugar           | 9  | -12 | 1  |
| Campeonato Sudamericano Sub-20 de 2019 | Ecuador                | Cuarto lugar           | 9  | -3  | 5  |
| Preolímpico Sub-23 de 2020             | Colombia               | Cuarto lugar           | 0  | 0   | 0  |
| Total en Sudamericanos                 | Total en Sudamericanos | Total en Sudamericanos | 18 | -15 | 6  |

#### Participaciones en Copas del Mundo Juveniles
| Mundial                            | Sede                               | Resultado                          | PJ | GR  | VI |
| ---------------------------------- | ---------------------------------- | ---------------------------------- | -- | --- | -- |
| Copa Mundial Sub-17 de 2017        | India                              | Octavos de final                   | 4  | -7  | 0  |
| Copa Mundial Sub-20 de 2019        | Polonia                            | Cuartos de final                   | 5  | -4  | 2  |
| Total en Copas del Mundo Juveniles | Total en Copas del Mundo Juveniles | Total en Copas del Mundo Juveniles | 9  | -11 | 2  |

### Selección absoluta
El 5 de junio de 2023, Néstor Lorenzo lo convocó por primera vez a la Selección Colombia para los amistosos frente a Irak y Alemania donde no vería minutos.
Más tarde volvería a ser convocado para las Eliminatorias 2026 en octubre frente a Uruguay y Ecuador por la fecha 3 y 4 de las eliminatorias, luego en noviembre frente a Brasil y Paraguay por la fecha 5 y 6. Debutó en el empate de Colombia 0-0 con Perú por las Eliminatorias.

#### Participaciones enEliminatorias al Mundial
| Eliminatoria                               | Sede del Mundial                | Posición      | Resultado  | PJ | GR | VI |
| ------------------------------------------ | ------------------------------- | ------------- | ---------- | -- | -- | -- |
| Eliminatorias Mundial de Norteamérica 2026 | Estados Unidos, México y Canadá | 6°lugar 22pts | En disputa | 2  | -1 | 1  |

## Estadísticas

### Clubes
Actualizado al último partido jugado el 16 de agosto de 2025.
| Club                         | Div.          | Temporada     | Liga  | Liga   | Liga   | Copas | Copas  | Copas  | Internacional | Internacional | Internacional | Total | Total  | Total  |
| Club                         | Div.          | Temporada     | Part. | G.Enc. | P.Inv. | Part. | G.Enc. | P.Inv. | Part.         | G.Enc.        | P.Inv.        | Part. | G.Enc. | P.Inv. |
| ---------------------------- | ------------- | ------------- | ----- | ------ | ------ | ----- | ------ | ------ | ------------- | ------------- | ------------- | ----- | ------ | ------ |
| Valledupar F. C. · Colombia  | 2.a           | 2020          | 16    | -13    | 8      | 1     | -2     | 0      | Inexistentes  | Inexistentes  | Inexistentes  | 17    | -15    | 8      |
| Valledupar F. C. · Colombia  | Total club    | Total club    | 16    | -13    | 8      | 1     | -2     | 0      | -             | -             | -             | 17    | -15    | 8      |
| Atlético Nacional · Colombia | 1.a           | 2021          | 8     | -11    | 2      | 1     | -2     | 0      | -             | -             | -             | 9     | -13    | 2      |
| Atlético Nacional · Colombia | 1.a           | 2022          | 41    | -34    | 16     | 3     | -2     | 1      | 2             | -4            | 0             | 46    | -40    | 17     |
| Atlético Nacional · Colombia | 1.a           | 2023          | 37    | -27    | 18     | 8     | -12    | 2      | 4             | -6            | 1             | 49    | -45    | 21     |
| Atlético Nacional · Colombia | Total club    | Total club    | 86    | -72    | 36     | 12    | -16    | 3      | 6             | -10           | 1             | 104   | -98    | 40     |
| C. F. Cruz Azul · México     | 1.ª           | 2024          | 23    | -20    | 10     | -     | -      | -      | -             | -             | -             | 23    | -20    | 10     |
| C. F. Cruz Azul · México     | 1.ª           | 2024-25       | 41    | -39    | 17     | -     | -      | -      | 11            | -6            | 6             | 52    | -45    | 23     |
| C. F. Cruz Azul · México     | 1.ª           | 2025-26       | 5     | -7     | 1      | -     | -      | -      | 3             | -10           | 0             | 8     | -17    | 1      |
| C. F. Cruz Azul · México     | Total club    | Total club    | 69    | -66    | 28     | -     | -      | -      | 14            | -16           | 6             | 83    | -82    | 34     |
| Total Carrera                | Total Carrera | Total Carrera | 171   | -151   | 72     | 13    | -18    | 3      | 18            | -26           | 7             | 204   | -195   | 82     |

Según referencia: Soccerway.com - Transfermark.com. 

### Selección
| Selección | Temporada      | Amistosos | Amistosos | Amistosos | Sudamérica1) | Sudamérica1) | Sudamérica1) | Mundial | Mundial | Mundial | Total | Total | Total | Media goleadora |
| Selección | Temporada      | PJ        | GR        | Imb.      | PJ           | GR           | Imb.         | PJ      | GR      | Imb.    | PJ    | GR    | Imb.  | Media goleadora |
| --- | -------------- | --------- | --------- | --------- | ------------ | ------------ | ------------ | ------- | ------- | ------- | ----- | ----- | ----- | --------------- |
| Sub-15 · Colombia | 2015           | 1         | -0        | 1         | 0            | -0           | 0            | —       | —       | —       | 1     | -0    | 1     | 0               |
| Sub-15 · Colombia | Total          | 1         | -0        | 1         | 0            | -0           | 0            | 0       | 0       | 0       | 1     | -0    | 1     | 0               |
| Sub-17 · Colombia | 2017           | —         | —         | —         | 9            | -12          | 1            | 4       | -7      | 0       | 13    | -19   | 1     | 1.46            |
| Sub-17 · Colombia | Total          | 0         | 0         | 0         | 9            | -12          | 1            | 4       | -7      | 0       | 13    | -19   | 1     | 1.46            |
| Sub-20 · Colombia | 2019           | —         | —         | —         | 9            | -3           | 6            | 5       | -2      | 4       | 14    | -2    | 10    | 0.36            |
| Sub-20 · Colombia | Total          | 0         | 0         | 0         | 9            | -3           | 6            | 5       | -2      | 4       | 14    | -2    | 10    | 0.36            |
| Sub-21 · Colombia | 2018           | —         | —         | —         | 2            | -2           | 0            | —       | —       | —       | 2     | -2    | 0     | 1               |
| Sub-21 · Colombia | Total          | 0         | 0         | 0         | 2            | -2           | 0            | 0       | 0       | 0       | 2     | -2    | 0     | 1               |
| Sub-23 · Colombia | 2020           | 1         | -0        | 1         | 0            | -0           | 0            | —       | —       | —       | 1     | -0    | 1     | 0               |
| Sub-23 · Colombia | Total          | 1         | -0        | 1         | 0            | -0           | 0            | 0       | 0       | 0       | 1     | -0    | 1     | 0               |
| Absoluta · Colombia | 2023           | 0         | 0         | 0         | 0            | 0            | 0            | —       | —       | —       | 0     | -0    | 0     | 0               |
| Absoluta · Colombia | 2024           | —         | —         | —         | 0            | 0            | 0            | —       | —       | —       | 0     | -0    | 0     | 0               |
| Absoluta · Colombia | 2025           | —         | —         | —         | 2            | -1           | 1            | —       | —       | —       | 2     | -1    | 1     | 0.5             |
| Absoluta · Colombia | Total          | 0         | 0         | 0         | 2            | -1           | 1            | 0       | 0       | 0       | 2     | -1    | 1     | 0.5             |
| Total Colombia | Total Colombia | 2         | -0        | 2         | 22           | -18          | 8            | 9       | -9      | 4       | 33    | -27   | 14    | 0.82            |
| (1) Incluye los partidos de: Clasificatorias Sudamericanas (Sub-15, Sub-17, Sub-20)/Juegos Centroamericanos y del Caribe Sub-21/Preolímpico Sub-23 |                |           |           |           |              |              |              |         |         |         |       |       |       |                 |

## Palmarés

### Títulos nacionales
| Título                | Club              | País     | Año  |
| --------------------- | ----------------- | -------- | ---- |
| Copa Colombia         | Atlético Nacional | Colombia | 2021 |
| Torneo Apertura       | Atlético Nacional | Colombia | 2022 |
| Superliga de Colombia | Atlético Nacional | Colombia | 2023 |
| Copa Colombia         | Atlético Nacional | Colombia | 2023 |

### Títulos internacionales
| Título                           | Equipo          | Sede         | Año  |
| -------------------------------- | --------------- | ------------ | ---- |
| Juegos Bolivarianos              | Colombia Sub-18 | Santa Marta  | 2017 |
| Juegos Centro/Caribe             | Colombia Sub-21 | Barranquilla | 2018 |
| Liga de Campeones de la Concacaf | Cruz Azul       | México       | 2025 |

### Distinciones individuales
| Distinción                                          | Año     |
| --------------------------------------------------- | ------- |
| Balón de Oro al Mejor Portero del año de la Liga MX | 2024-25 |